# 金融机构

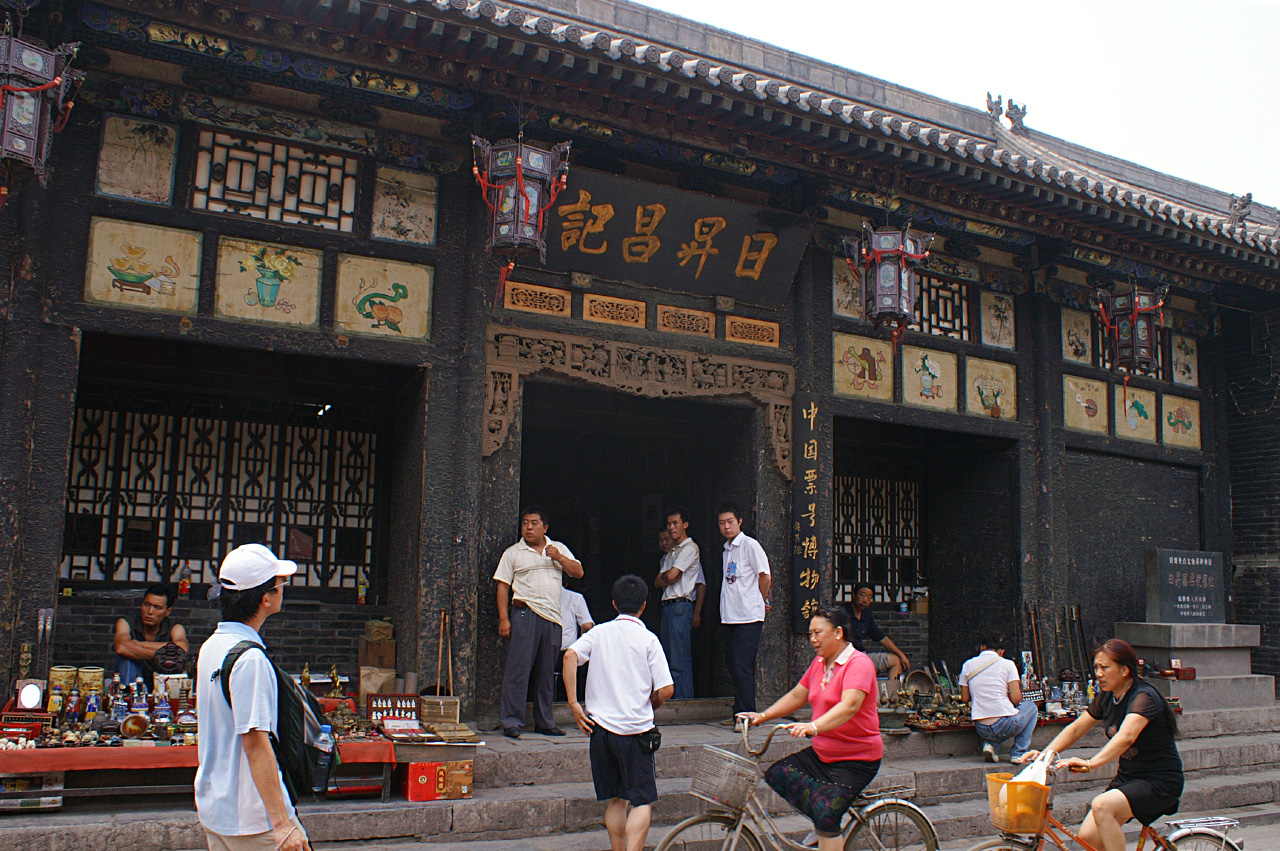
山西平遥古城内日昇昌票号

金融机构是指从事金融服务业有关的金融中介机构，為金融體系的一部分，金融服务业包括银行、证券、保险、信托、基金等行业，与此相应，金融中介机构也包括银行、证券公司、保险公司、信托投资公司和基金管理公司等。
同時亦指有關放貸的機構，發放貨款給客戶在財務上進行周轉的公司，而且他們的利息相對也較銀行為高，但較方便客戶借貸，因為不需繁複的文件進行證明。

## 歷史
世界最早金融的雛形出現在中國，唐代飛錢是迄今為止已知最早紙幣的概念，宋朝之前中國出現了具有高利貸性質及無利息存款業務的錢莊與票號。中國第一家具有近代特徵的銀行是上海中國通商銀行，1897年（光緒二十三年）成立。在漢語「銀行」一詞當中，「銀」往往代表的就是貨幣，而「行」則是對大商業機構的稱謂。
把辦理與銀錢有關的大金融機構稱為「銀行」一詞，在中國最早見於太平天國洪仁玕所著的《資政新篇》。
一般認爲西方最早的銀行是意大利1407年在威尼斯成立的銀行。其後荷蘭在阿姆斯特丹、德國在漢堡、英國在倫敦也相繼設立了銀行。十八世紀末至十九世紀初，資本與銀行得到了普遍發展，成為現代工業社會不可或缺的元素。

## 相關
- 金融服务业
- 中央銀行
- 銀行同業拆息
- 貨幣政策
- 存款性金融機構